# Bruninho (piłkarz ur. 1986)
Bruninho, właśc. Bruno Filipe Raposo Fernandes (ur. 11 stycznia 1986 w Mira de Aire) – portugalski piłkarz, występujący na pozycji pomocnika lub napastnika. Od 2018 roku zawodnik Inter Club d’Escaldes.

## Życiorys
Juniorską karierę rozpoczął w 1995 roku w UR Mirense. Rok później został juniorem Sportingu Lizbona. Występował między innymi w grupach U-15, U-17 i U-19, w tej ostatniej występując w 43 meczach. Ponadto w tym okresie występował w młodzieżowych reprezentacjach Portugalii U-16 i U-17, rozgrywając dla nich odpowiednio 10 i 8 spotkań.
Seniorską karierę klubową rozpoczął w 2005 roku w klubie Casa Pia AC. W barwach tego klubu 25 września zadebiutował w rozgrywkach Segunda Divisão w wygranym 4:0 spotkaniu z Oriental. Ogółem Bruninho wystąpił w tamtym sezonie w 22 meczach ligowych, w których zdobył jedną bramkę (przeciwko Realowi SC). W 2006 roku przeszedł na zasadzie wolnego transferu do CD Aves. Nie zdołał jednak wystąpić w żadnym meczu Primeira Ligi i na początku 2007 roku przeszedł do Fafe. W lipcu tegoż roku został piłkarzem AD Lousada, gdzie występował przez dwa lata, będąc zawodnikiem pierwszego składu. W sezonie 2009/2010 grał w Portimonense, z którym wywalczył awans do Primeira Ligi. W 2010 roku został wypożyczony do Louletano, gdzie był przeważnie zawodnikiem rezerwowym. Następnie grał w Tirsense i Monsanto.
W 2012 roku został piłkarzem andorskiego FC Lusitanos. W barwach tego klubu zadebiutował 3 lipca w przegranym 0:8 meczu eliminacji do Ligi Mistrzów z Valletta FC. W sezonie 2012/2013 Bruninho został królem strzelców Primera Divisió oraz zdobył z klubem mistrzostwo kraju. W latach 2012 i 2013 zdobył ponadto superpuchar kraju. W 2015 roku przeszedł do UE Sant Julià, po czym na sezon 2016/2017 wrócił do Lusitanos. W sezonie 2017/2018 występował w UE Engordany. W 2018 roku został piłkarzem Inter Club d’Escaldes. W 2020 roku wygrał z klubem superpuchar, a rok później – mistrzostwo kraju.

## Statystyki ligowe
| Sezon         | Klub                  | Liga            | Mecze | Gole |
| ------------- | --------------------- | --------------- | ----- | ---- |
| 2005/2006     | Casa Pia AC           | Segunda Divisão | 22    | 1    |
| 2006/2007 (j) | CD Aves               | Primeira Liga   | 0     | 0    |
| 2006/2007 (w) | AD Fafe               | Segunda Divisão | 7     | 1    |
| 2007/2008     | AD Lousada            | Segunda Divisão | 35    | 2    |
| 2008/2009     | AD Lousada            | Segunda Divisão | 31    | 2    |
| 2009/2010     | Portimonense SC       | Liga de Honra   | 6     | 0    |
| 2010/2011     | Louletano DC          | Segunda Divisão | 10    | 0    |
| 2011/2012 (j) | FC Tirsense           | Segunda Divisão | 8     | 0    |
| 2011/2012 (w) | GDR Monsanto          | Segunda Divisão | 16    | 3    |
| 2012/2013     | FC Lusitanos          | Primera Divisió | 20    | 17   |
| 2013/2014     | FC Lusitanos          | Primera Divisió | 20    | 11   |
| 2014/2015     | FC Lusitanos          | Primera Divisió | 20    | 9    |
| 2015/2016     | UE Sant Julià         | Primera Divisió | 20    | 6    |
| 2016/2017     | FC Lusitanos          | Primera Divisió | 26    | 4    |
| 2017/2018     | UE Engordany          | Primera Divisió | 27    | 3    |
| 2018/2019     | Inter Club d’Escaldes | Primera Divisió | 25    | 1    |
| 2019/2020     | Inter Club d’Escaldes | Primera Divisió | 18    | 0    |
| 2020/2021     | Inter Club d’Escaldes | Primera Divisió | 18    | 1    |
| 2021/2022 (j) | UE Engordany          | Primera Divisió | 8     | 0    |